# فيكتور مونيوز (لاعب كرة قدم مواليد 2003)
فيكتور مونوز فيلانوفا (بالإسبانية: Víctor Muñoz Villanueva؛ مواليد 13 يوليو 2003) هو لاعب كرة قدم إسباني يلعب كجناح أو مهاجم مع نادي أوساسونا.

## المسيرة
انضم مونوز إلى أكاديمية الشباب في نادي برشلونة في الدوري الإسباني في سن الرابعة عشرة، حيث لعب إلى جانب الدولي الهولندي تشافي سيمونز، والدولي الإسباني أليخاندرو بالدي، والدولي الإسباني فيرمين لوبيز. في عام 2017، انضم إلى أكاديمية الشباب في دام.
وبعد أربع سنوات، انضم إلى أكاديمية الشباب التابعة لنادي ريال مدريد في الدوري الإسباني، حيث لعب في دوري الشباب الأوروبي. وبعد ذلك، تمت ترقيته إلى الفريق الاحتياطي للنادي في عام 2023. خلال موسم 2024–25 ‏، كان يُنظر إليه على أنه أثبت نفسه كلاعب أساسي لهم. في 11 مايو 2025، شارك لأول مرة في الدوري الأسباني، حيث حل بديلاً لفينيسيوس جونيور في مباراة الكلاسيكو ضد غريمه برشلونة والتي انتهت بالهزيمة 4–3 خارج أرضه.
في 18 يونيو 2025، شارك لأول مرة في كأس العالم للأندية في أول مباراة لريال مدريد تحت قيادة المدرب الجديد تشابي ألونسو، حيث دخل في الدقيقة 80 بدلاً من فينيسيوس جونيور في مباراة انتهت بالتعادل 1–1 ضد الهلال.

## أسلوب اللعب
يلعب مونوز كجناح أو كمهاجم. وكتب موقع الأخبار الأمريكي سبورتنج نيوز في عام 2024 أن «سرعته هي ما يجعله يبرز أكثر وجعله معروفًا مؤخرًا بأنه أسرع لاعب في تشكيلة ريال مدريد».

## وصلات خارجية
لا توجد روابط لمواقع التواصل الاجتماعي.

- فيكتور مونيوز (لاعب كرة قدم مواليد 2003) على موقع قاعدة بيانات كرة القدم.إي يو (الإنجليزية)
- فيكتور مونيوز (لاعب كرة قدم مواليد 2003) على موقع Soccerway.com (الإنجليزية)
- فيكتور مونيوز (لاعب كرة قدم مواليد 2003) على موقع عالم كرة القدم.نت (الإنجليزية)
- فيكتور مونيوز  على سكروي